# Ficus dendrocida
Ficus dendrocida là một loài thực vật thuộc họ Moraceae. Loài này có ở Brasil, Colombia, Panama, và Venezuela.